# Rhynchospiza
Rhynchospiza (лат.) — род воробьиных птиц из семейства Passerellidae. Ранее представители рода были включены в род Aimophila, но молекулярные исследования 2009 года показали, что они заслуживают отдельного рода.

## Ареал
Обитают в Южной Америке.

## Классификация
В род включают три вида:
- Rhynchospiza dabbenei (Hellmayr, 1912)
- Rhynchospiza stolzmanni (Taczanowski, 1877) — Аимофила Штольцманна<
- Rhynchospiza strigiceps (Gould, 1839) — Пестроголовая аимофила

Вид Rhynchospiza dabbenei до 2019 года считали подвидом и называли Rhynchospiza strigiceps dabbenei, некоторые систематики продолжают так считать до сих пор.
МСОП присвоил таксонам Rhynchospiza stolzmanni и Rhynchospiza strigiceps охранный статус LC.